# トレス・デ・サンタ・クルス

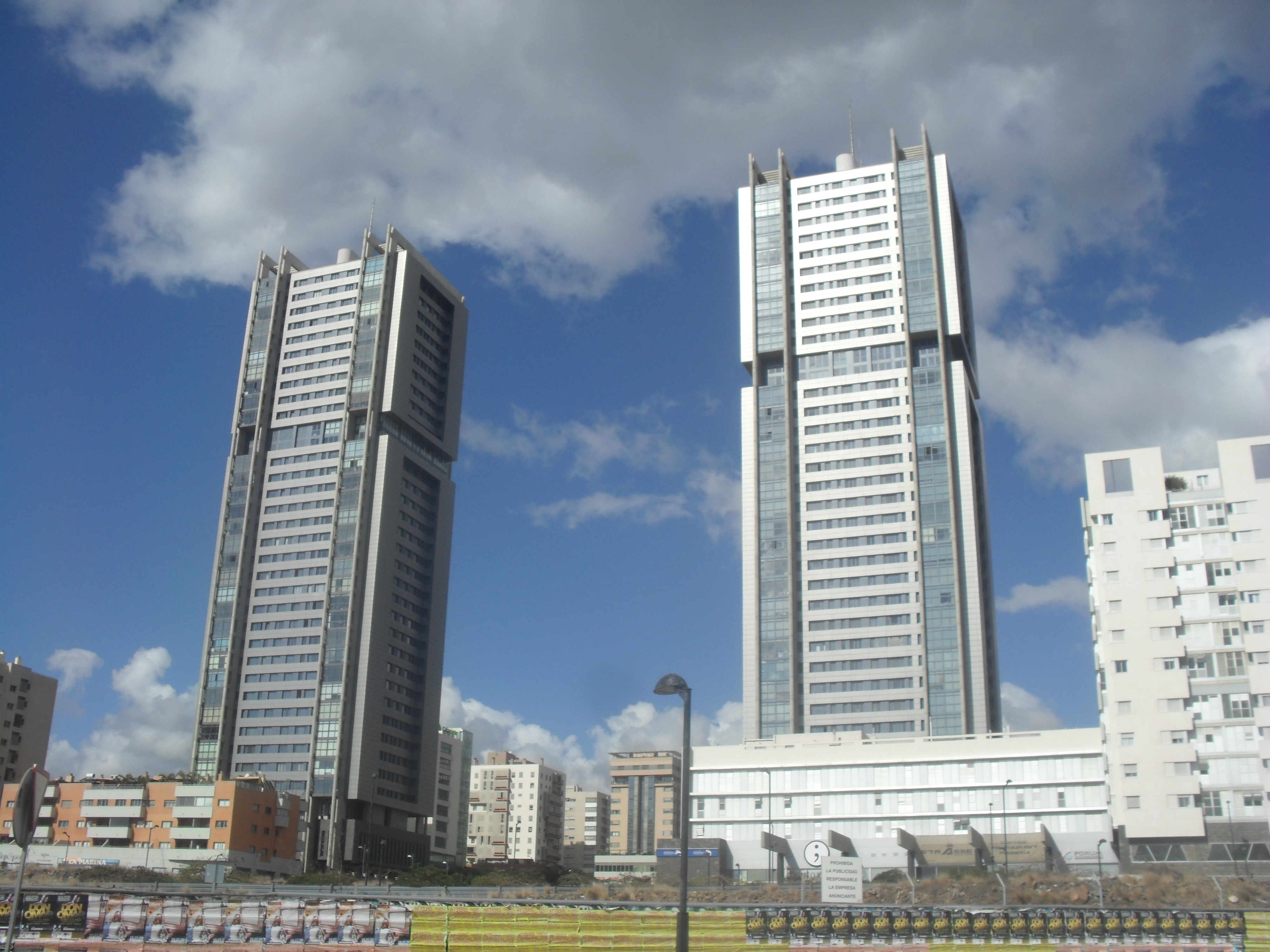
トレス·デ·サンタ·クルス

トレス・デ・サンタ・クルス（Torres de Santa Cruz）は、スペイン・カナリア諸島州サンタ・クルス・デ・テネリフェにあるツインタワー（複合施設）。サンタ・クルスはカナリア諸島のテネリフェ島にある。地元の建築家であるジュリアン・バヤダレスの設計により、2004年から2006年にかけて建設された。
アンテナを含まない高さが120メートルあり、カナリア諸島で最も高い超高層建築物である。2010年まではスペインでもっとも高い住宅用建築物だった。2006年時点でもツインタワーとしてはスペインでもっとも高い。トレス・デ・サンタ・クルスはアウディトリオ・デ・テネリフェとともにカナリア諸島の経済発展の象徴と考えられている。